# Camposiella
Camposiella is een geslacht van rechtvleugeligen uit de familie sabelsprinkhanen (Tettigoniidae). De wetenschappelijke naam van dit geslacht is voor het eerst geldig gepubliceerd in 1924 door Hebard.

## Soorten
Het geslacht Camposiella  is monotypisch en omvat slechts de volgende soort:
- Camposiella notabilis (Hebard, 1924)